# Coupe du monde féminine de volley-ball 1991
Navigation
Coupe du monde 1989 Coupe du monde 1995
La 6e Coupe du monde de volley-ball féminin 1991 a eu lieu au Japon du 8
au 17 novembre 1991.

## Formule de compétition
La Coupe du monde de volley-ball regroupe 12 équipes. Elle se compose des champions de 5 continents (Asie, Amérique du Nord, Amérique du Sud, Afrique, Europe), des 4 vice-champions, du pays organisateur et de deux équipes invitées ("wild card").
Les matches seront disputés en Round Robin. Chaque équipe rencontrera les autres (au total, 11 matches par équipe).
Les 3 premières équipes sont qualifiées pour les Jeux Olympiques de Barcelone.

## Équipes présentes
- Japon : organisateur
- Cuba : champion d'Amérique du Nord
- Brésil : champion d'Amérique du Sud
- Kenya : champion d'Afrique
- Chine : champion d'Asie
- URSS : champion d'Europe
- États-Unis : vice-champion d'Amérique du Nord
- Pérou : vice-champion d'Amérique du Sud
- Allemagne : 3e au championnat d'Europe
- Corée du Sud : 3e au championnat d'Asie
- Espagne : wild card
- Canada : wild card

## Tour préliminaire

### Poule A
- Tokyo :

| No | Équipe       | Points | Matches | Matches | Sets | Sets   | Sets  |
| No | Équipe       | Points | gagnés  | perdus  | pour | contre | Ratio |
| -- | ------------ | ------ | ------- | ------- | ---- | ------ | ----- |
| 1. | URSS         | 10     | 5       | 0       | 15   | 5      | 3,000 |
| 2. | Pérou        | 8      | 3       | 2       | 12   | 8      | 1,500 |
| 3. | Corée du Sud | 8      | 3       | 2       | 13   | 9      | 1,444 |
| 4. | Japon        | 8      | 3       | 2       | 12   | 9      | 1,333 |
| 5. | Canada       | 6      | 1       | 4       | 6    | 13     | 0,461 |
| 6. | Espagne      | 5      | 0       | 5       | 1    | 15     | 0,666 |

### Poule B
- Sendai :

| No | Équipe     | Points | Matches | Matches | Sets | Sets   | Sets  |
| No | Équipe     | Points | gagnés  | perdus  | pour | contre | Ratio |
| -- | ---------- | ------ | ------- | ------- | ---- | ------ | ----- |
| 1. | Cuba       | 10     | 5       | 0       | 15   | 3      | 5,000 |
| 2. | Chine      | 10     | 4       | 1       | 12   | 4      | 3,000 |
| 3. | États-Unis | 10     | 3       | 2       | 11   | 8      | 1,375 |
| 4. | Brésil     | 10     | 2       | 3       | 10   | 9      | 1,111 |
| 5. | Allemagne  | 10     | 1       | 4       | 3    | 12     | 0,250 |
| 6. | Kenya      | 10     | 0       | 5       | 0    | 15     | 0,000 |

## Phase Finale

### Places 7 à 12
| No  | Équipe    | Points | Matches | Matches | Sets | Sets   | Sets  |
| No  | Équipe    | Points | gagnés  | perdus  | pour | contre | Ratio |
| --- | --------- | ------ | ------- | ------- | ---- | ------ | ----- |
| 7.  | Japon     | 10     | 5       | 0       | 15   | 4      | 3,750 |
| 8.  | Brésil    | 9      | 4       | 1       | 13   | 3      | 4,333 |
| 9.  | Allemagne | 8      | 3       | 2       | 11   | 7      | 1,571 |
| 10. | Canada    | 7      | 2       | 3       | 8    | 10     | 0,800 |
| 11. | Espagne   | 6      | 1       | 4       | 4    | 12     | 0,333 |
| 12. | Kenya     | 5      | 0       | 5       | 0    | 15     | 0,000 |

### Places 1 à 6
- Osaka :

| No | Équipe       | Points | Matches | Matches | Sets | Sets   | Sets  |
| No | Équipe       | Points | gagnés  | perdus  | pour | contre | Ratio |
| -- | ------------ | ------ | ------- | ------- | ---- | ------ | ----- |
| 1. | Cuba         | 9      | 4       | 1       | 12   | 5      | 2,400 |
| 2. | Chine        | 9      | 4       | 1       | 12   | 6      | 2,000 |
| 3. | URSS         | 9      | 4       | 1       | 13   | 8      | 1,625 |
| 4. | États-Unis   | 7      | 2       | 3       | 10   | 11     | 0,909 |
| 5. | Pérou        | 6      | 1       | 4       | 8    | 14     | 0,571 |
| 6. | Corée du Sud | 5      | 0       | 5       | 4    | 15     | 0,266 |

## Tableau final
| Place              | Équipe       |
| ------------------ | ------------ |
| Médaille d'or      | Cuba         |
| Médaille d'argent  | Chine        |
| Médaille de bronze | URSS         |
| 4                  | États-Unis   |
| 5                  | Pérou        |
| 6                  | Corée du Sud |
| 7                  | Japon        |
| 8                  | Brésil       |
| 9                  | Allemagne    |
| 10                 | Canada       |
| 11                 | Espagne      |
| 12                 | Kenya        |